# Marcus Baebius Tamphilus
Marcus Baebius Tamphilus war ein Politiker der römischen Republik im 2. Jahrhundert v. Chr.
Der Sohn von Quintus Baebius Tamphilus und Bruder von Gnaeus Baebius Tamphilus war vermutlich im Jahr 194 v. Chr. Volkstribun und im selben Jahr beteiligt an der Gründung der Kolonie Sipontum. Als Prätor 192 v. Chr. war er in Hispania citerior und Bruttium tätig. Im folgenden Jahr leitete er zu Beginn des Römisch-Syrischen Krieges als Proprätor die Befreiung Thessaliens, das von seleukidischen Truppen besetzt worden war. 185/184 v. Chr. ging Baebius als Gesandter zum makedonischen König Philipp V. und zu Eumenes II. von Pergamon. Im Jahr 181 v. Chr. war er Konsul und operierte in Ligurien, wo er auch im folgenden Jahr als Prokonsul blieb und das Volk der Ligures Apuani nach Samnium umsiedelte, das fortan nach ihm Ligures Baebiani genannt wurde.